# Chi Cheng (atleta)
Chi Cheng (nacida el 15 de marzo de 1944 en Hsinchu, Taiwán japonés), es una atleta taiwanesa. Fue medallista olímpica en 1968 y nombrada la Atleta del Año de Prensa Asociada para 1970. Fue una ex pentatleta convertida en velocista.

## Biografía
Estudió a nivel universitario en la Universidad Estatal Politécnica de California en Pomona, California, donde recibió la mayor parte de su entrenamiento deportivo. Como estudiante, ganó cuatro campeonatos nacionales de EE. UU. y durante un período de dos años fue la ganadora de 153 de los 154 eventos en los que participó. En representación de la República de China, corrió en los Juegos Olímpicos de 1960 y 1964, luego ganó la medalla de bronce en los 80 metros con obstáculos femeninos de los Juegos Olímpicos de Verano de 1968 y terminó séptima en la final de 100 metros. En 1969 rompió tres récords mundiales. En 1970, rompió o empató cinco récords mundiales, logrando 3 en el espacio de solo una semana. Fue la primera mujer en correr 10.0 segundos para 100 yardas. También obtuvo mejores marcas mundiales de 11.0 para 100 metros, 22.4 para 200 metros, 22.6 para 220 yardas y 12.8 para obstáculos de 100 metros. Ganó la medalla de oro en los 100 metros en los Juegos Asiáticos en Bangkok en un tiempo récord. Mientras lideraba los 400 metros en los Juegos Asiáticos sufrió un calambre en la pierna a 330 metros, lo que eventualmente le provocó una lesión en su carrera. Fue clasificada como la número uno del mundo por 100 metros y 200 metros, segunda en los 400 metros y tercera en obstáculos de 100 metros en 1970 y estuvo invicta en 69 carreras esa temporada. Por su logro, Chi Cheng fue nombrada la Atleta de Prensa Asociada del Año. Además, se convirtió en Directora de Atletismo Femenino en la Universidad de Redlands, California, de 1974 a 1976. 
Se naturalizó como ciudadana estadounidense, pero luego regresó a Taiwán. Fue nombrada Secretaria General de la Asociación de Atletismo de la República de China en 1977. Posteriormente, fue Presidenta hasta 1993 y Miembro de la Junta de 1998 a 1999. Chi ganó tres períodos como miembro del Yuan Legislativo, sirviendo de 1981 a 1989. Fue nombrada Asesora de Política Nacional por el presidente Ma Ying-jeou en 2009, lo que le obligó a renunciar a su ciudadanía estadounidense para tomar el cargo.  El sucesor de Ma, Tsai Ing-wen, retuvo a Chi como asesora. Chi declaró en 2018 que a los taiwaneses se les debería permitir votar por el nombre bajo el cual los atletas taiwaneses compitan en los Juegos Olímpicos de Verano 2020 y futuros eventos deportivos, ya que los taiwaneses enviaron delegaciones a los Juegos Olímpicos desde 1984 como China Taipéi.